# Blå passionsblomma
Blå passionsblomma (Passiflora caerulea), kristikorsblomma, är en art i passionsblomssläktet i familjen passionsblommeväxter från Brasilien till Paraguay, Uruguay och Argentina. Det är den vanligaste arten i odling i Sverige.

## Beskrivning
Arten är en kraftigväxande lian till 15 m. Blad kala, djupt handflikiga med 3-9 flikar. Blommor till 10 cm i diameter, kronblad grönvita till vita, ibland med rosa ton. Bikrona i fyra serier, bandade i vitt, blått och purpur. Frukten äggformad, till 6 cm lång, orange.
Namnet caerulea (lat.) betyder blå.

## Odling

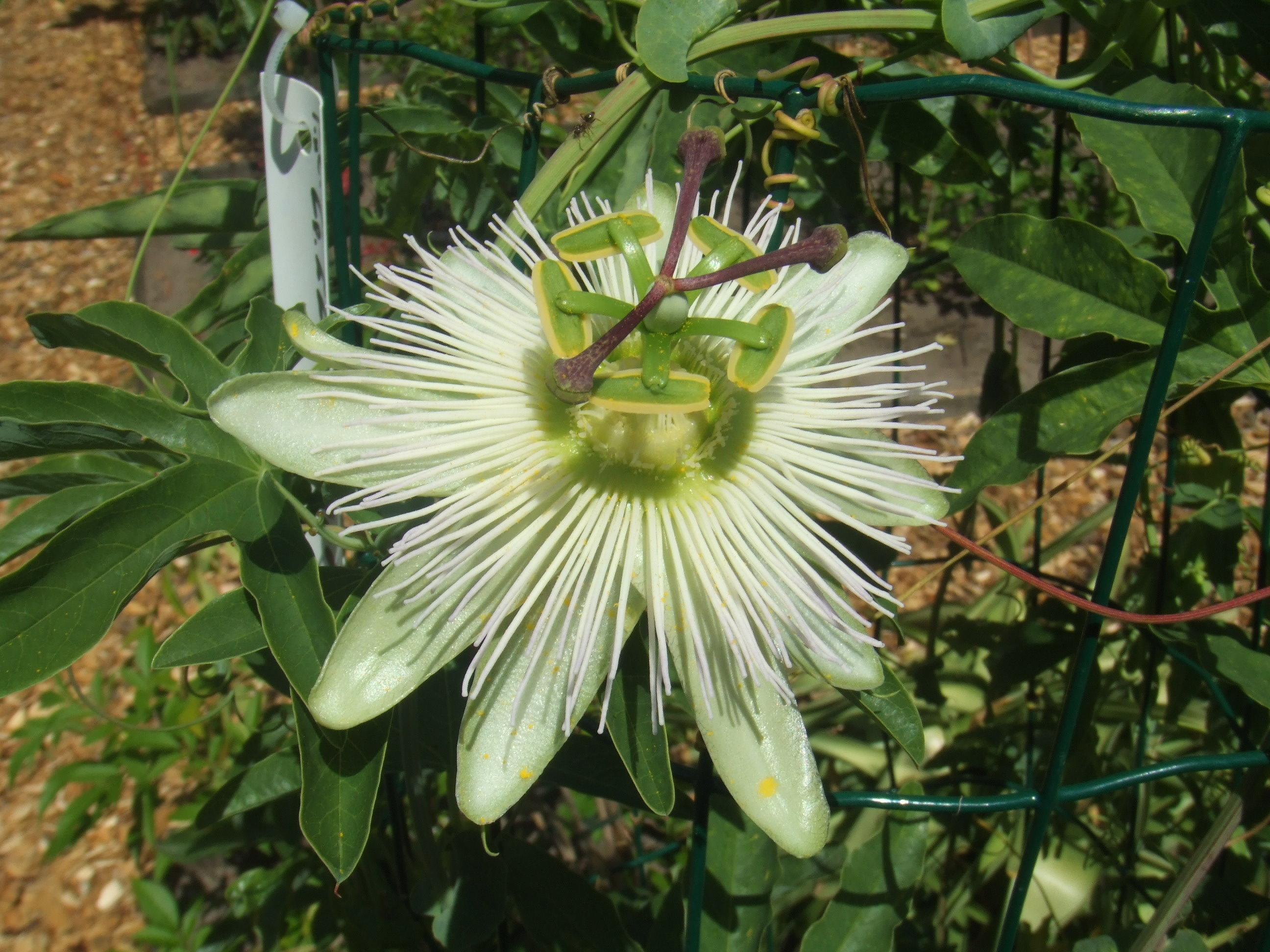
Passiflora caerulea 'Constance Eliott'

Lättodlad som krukväxt eller utplanteringsväxt. Kräver en solig placering och med bra ljus kan den blomma från april till sena hösten. Föredrar en något sur jord som skall vara väldränerad. Övervintras vid ca 5-15 °C. Milda vintrar kan den överleva på friland, tål ner till -15 °C. Kräver god tillgång till näring och bör hållas jämnt fuktig året om. Förökas bäst med sticklingar från en bra sort, även frösådd.

## Sorter
- 'Chinensis' - en frösort med blekare blått i blomman.
- 'Constance Eliot' - (Lucombe & Pince, England) rent vita, doftande blommor.
- 'Grandiflora' - blommor upp till 20 cm i diameter.
- 'Hartwiesiana' - frösort med rent vita blommor.
- 'Regnellii' - har mycket långa bikrone-trådar.

Arten har använts i mängder av hybrider, Några som fått vetenskapliga namn är:
- Passiflora ×allardii (P. caerulea × P. quadrangularis)
- Passiflora ×belotii (P. alata × P. caerulea)
- Passiflora ×colvillii (P. caerulea × P. incarnata)
- Passiflora ×kewensis (P. caerulea × P. kermesina)
- Passiflora ×violacea (P. caerulea × P. racemosa)

## Kristen religiös symbolik
Orsaken till att blomman kallas Kristikorsblomma är att man kan knyta symbolik kring Jesu korsfästelse till blommans utseende. Den religiösa symboliken i blomman är:
- De tio kronbladen symboliserar de tio lärjungar som var Jesus trogen under passionstiden. Judas förrådde Jesus och Petrus förnekade honom innan hanen (tuppen) gol två gånger.
- Ringen av ståndartrådar symboliserar Jesu törnekrona.
- De fem ståndarknapparna symboliserar de fem sår, som Jesus tillfogades på korset.
- De tre märkena symboliserar de tre spikar, med vilka Jesus fästes på korset.

## Synonymer
- Passiflora stenophylla Hoffmanns., 1824